# Coma (puntuación)
La coma (,) es un signo ortográfico y un signo de puntuación que se representa con una forma idéntica a la de un apóstrofo o una comilla simple de cierre, a diferencia de estos signos, el cuerpo de la coma se sitúa en el extremo bajo de la línea base y la colita va en la parte alta del asta descendente. En español, siempre se escribe pegada a la palabra o el signo que la precede. Va separada con un espacio para la que sigue.
En general, su aparición indica una pausa breve dentro del enunciado oracional o nominal que componga el texto. Presupone una pausa mínima en la lectura, esta es mucho menor que la de cualquier otro signo. Aunque en algunos casos el uso de la coma en un determinado lugar del enunciado puede depender del gusto o de la intención de quien escribe, existen comas de presencia obligatoria en un escrito para que este pueda ser correctamente leído e interpretado, por lo que su uso se considera de carácter normativo en situaciones específicas.
De la misma forma que el uso de la coma es, en algunos casos, opcional en la escritura de textos, de la misma manera, estrictamente su presencia no siempre responde a la necesidad de realizar una pausa en la lectura y, viceversa, existen en la lectura pausas breves que no deben marcarse gráficamente mediante comas, aunque en la práctica no se pronuncie como tal.

## Usos lingüísticos en español

### Delimitación de incisos
Para la delimitación de incisos, se usan dos comas: una pegada al final de la última palabra antes del inicio del inciso y otra pegada al final de la última palabra del inciso. En algunos casos, este uso se puede alternar con el de la raya o el de los paréntesis, sin embargo, optar por la coma significa que su grado de aislación es muchísimo menor que el de todos los demás. Hay cuatro usos de la coma para estos casos:
- Cualquier tipo de precisión, comentario o expresión en un enunciado. Por ejemplo:

Cualquier persona, incluso tú, no se salvará de ésta.

No hay camino para la paz, según Gandhi, sino que la paz es el camino.

- Cualquier expresión u oración sin una vinculación sintáctica fuerte con el resto de los elementos en cuestión. Por ejemplo:

Su pastel, ¡exquisitez de sabores!, fue el más delicioso que he probado en mucho tiempo.

- Aposición explicativa, también llamada aposición no restrictiva, es un agregado después del sujeto de una oración en la que se exponen más datos que le conciernen al enunciado; todas las aposiciones explicativas van entre comas.[2] Por ejemplo:

Carolina, mi amiga, acaba de conseguir su primer empleo.

París, capital de Francia, se encuentra ubicada al norte de dicho país.

- Adjetivos u oraciones explicativas pospuestos a un sustantivo. No debe confundirse con una aposición especificativa (también llamada restrictiva), las cuales no llevan coma.

La casa, que se encuentra pegada al mar, está hecha de piedra.
(Se entiende que hablamos de una casa en específica y únicamente se quiere agregar más datos sobre ella).

La casa que se encuentra pegada al mar está hecha de piedra.
(Se entiende que, entre todas las casas posibles de una cierta región, se está hablando específicamente de una casa en cuestión.

### Separación de elementos dentro de un enunciado

#### Numeraciones no complejas
Siempre que haya una numeración (también llamada lista) que no sea compleja (es decir, que dentro de sí misma no incluya más comas o que sea muy larga), se utilizará la coma para separar los elementos de ésta. Por ejemplo:

Tengo perros, gatos, conejos y pajaritos.

- En el caso de que exista una conjunción —ya que esta lista es completa—, por regla general, se omite la coma en el penúltimo elemento. Por ejemplo:

Yo solo quiero llegar, comer e irme.

- En el caso de que no exista una conjunción —ya que solo se escogieron mencionar algunos elementos y no la totalidad de estos—, además de que se tiene que terminar con puntos suspensivos o la palabra etcétera (o en su defecto, la abreviación etc.), sí se anotará la coma en su penúltimo elemento. Por ejemplo:

Quería todo lo posible que le pudieran comprar: chocolate caro, sábanas de lino, relojes carísimos, pinturas de colección, joyas de importación...

En el país está prohibido cualquier tipo de discriminación, ya sea por motivos de sexo, raza, religión, postura política o social, orientación sexual, situación económica, etc.

#### Usos correctos de la coma antes de la conjuncióny
Hay tendencias que admiten su uso previo a una conjunción, como los siguientes casos:
- En el último elemento de una serie de datos separados por punto y coma:

En el cajón pon los papeles; sobre el escritorio, el monitor; en la caja, los discos, y en otro mueble, la impresora.

- Cuando lo que se escribe después de una serie de elementos empieza con la conjunción y pero no pertenece a la serie:

Compró una botella de vino, queso, mortadela y panes, y llamó a sus amigos.

- Cuando la conjunción y es un sinónimo de pero, es admisible, mas no necesario, el uso previo de una coma:

Estudió mucho para su examen, y no aprobó.

- Las locuciones conjuntivas o adverbiales, sean cuales sean su posición, van precedidas y seguidas de coma, tales como: asimismo, obviamente (y todos los adverbios terminados en -mente), en efecto, es decir, en fin, por consiguiente, no obstante y otras de la misma clase.

Dame eso pronto, es decir, si te parece bien.

#### Coma vocativa
Cuando en un enunciado existe un vocativo, es decir, cualquier forma en el que es llamado el receptor del mensaje, se escribe siempre aislado con comas. En el caso de que vaya al principio de la frase, debe ir sucedido de la coma, con independencia de que exista o no algún signo de interrogación o exclamación; en el caso de que vaya en medio de la oración, debe tener la coma pegada a la primera frase antes del vocativo y la segunda coma pegada tras la última palabra del vocativo; en el caso de que vaya al final de la oración, únicamente se escribirá pegada a la última palabra antes del vocativo, si este está dentro de una oración interrogativa o exclamativa directa, se escribe dentro de los signos de interrogación o exclamación respectivamente. Por ejemplo:

Sebastián, ¡ven aquí!
(Ejemplo al principio del enunciado)

¿Sabes, tú, quién ha venido?
(Ejemplo en medio del enunciado)

Sí, señor.
(Ejemplo al final del enunciado)

Este uso no debe confundirse con la estructura de sujeto y predicado, la cual no se separa con coma:

Carlos fue allí.

#### Coma elíptica
Otro uso es conocido como coma elíptica, que se utiliza para sustituir el verbo en los casos en que se omite porque ya se mencionó anteriormente o se sobreentiende.

Pamela es libre; Patricia, también.
(La coma sustituye es)

Víctor es delgado; Pamela, alta.
(La coma sustituye es)

Marcelo perdió su billetera; Juan, su mochila; Ricardo, la cámara.
(La coma sustituye a perdió)

#### Coma hiperbática
La coma también se utiliza cuando se invierte el orden lógico de los complementos de la oración coma hiperbática. Por ejemplo:

Con esta nevada, no llegaremos nunca.

Al aparecer Augusto a la puerta de su casa extendió el brazo derecho con la mano palma abajo y abierta, y dirigiendo los ojos al cielo se quedó un momento parado en esta actitud estatuaria y augusta.
 Niebla, de Miguel de Unamuno.

Aquí no había bóveda gótica, ni ventana con primorosas labores, ni el fondo obscuro, los misteriosos efectos de luz con que el artificio de la pintura nos presenta los escondrijos de esos químicos aburridos, que, envueltos en ilustres telarañas, se inclinan perpetuamente sobre un mamotreto lleno de garabatos.
 La sombra, de Benito Pérez Galdós.

Si bien la función principal de la coma se ha definido siempre como una débil pausa en una secuencia de palabras, existirán algunos casos en que no será necesario indicar con la coma determinadas pausas breves en la lectura.
Al respecto, la Ortografía de la lengua española señala como ejemplo, las comas que se utilizan entre sujeto y predicado, Cuando Marcelo llegó / estaba tan cambiado que todos quedaron sorprendidos. En esta oración no existe la necesidad de una coma, por más que al pronunciarse se produce una pausa y una inflexión tonal.

### Uso obligatorio y opcional
Existen casos en que el uso de la coma depende de quien escribe, del tono y el estilo que quiere dar a lo redactado por él. La pausa que la coma puede proporcionar en estos casos no altera el significado y el mensaje que la oración quiere dar a entender. 
- Roberto y yo íbamos a ir al partido(,) pero(,) al final(,) cambiamos de opinión.
- Cuando mi tía llega a mi casa(,) a veces(,) salimos de compras.
- A las diez de la mañana(,) tengo clases.
- Desde temprana edad(,) Adolfo demostró interés por la música.

En los ejemplos citados, el uso de la coma es opcional porque su ausencia no afectará al sentido del enunciado.
En los usos obligatorios, sucede lo contrario, el uso de la coma en estos casos sirve para que se puedan distinguir los diferentes significados que una oración puede tener.
- Proferí el discurso, como me dijeron (me dijeron que profiriera un discurso).
- Proferí el discurso como me dijeron (me dijeron cómo debía proferir el discurso).

En los anteriores ejemplos, el uso o la ausencia de la coma puede alterar completamente el significado de la oración. Es decir, la coma tiene una función distintiva porque permite diferenciar los diversos sentidos que una oración puede tener.

## Uso matemático en español

Uso de la coma como separador de miles.
Uso de la coma como separador decimal.
Uso mixto de ambas formas.

No todos los países hispanoamericanos usan la misma convención en cuanto a la escritura de signos matemáticos para la división de cifras numéricas grandes. El punto y la coma se usan como separadores decimales y esto es, a veces, motivo de confusión y desacuerdo.

### Separador de miles
Dentro del ámbito hispánico, México, Belice, Guatemala, El Salvador, Nicaragua, Honduras y Panamá tienen la costumbre de utilizar la coma como separador de millar en cifras mayores a cuatro dígitos; por ejemplo: $1,000. 
Sin embargo, la RAE recomienda no utilizar la coma como separador de millares y, en su lugar, utilizar un espacio en blanco (o un espacio duro, si se refiriera a computación), además de separarlos a partir de cinco cifras.

### Separación decimal
Es un símbolo usado para indicar la separación entre la parte entera y la parte de fracción de un número decimal. El Sistema Internacional de Unidades (SI) admite actualmente dos símbolos: la coma y el punto. No obstante, la decisión del año 2003 de la Conferencia General sobre Pesas y Medidas (CGPM) sobre el separador decimal, recuerda que hay otras normas internacionales que establecen la coma como único signo en todas las lenguas. Aunque también en el SI se reafirma la validez de la coma o el punto como elementos para indicar cifras decimales, y no como símbolos de agrupamiento para facilitar la lectura; «los números pueden agruparse de a tres para facilitar la lectura; pero no se deben utilizar ni comas ni puntos en los espacios entre grupos». Sin embargo, el uso de ambos es aceptado tanto por la Real Academia Española como por la Oficina Internacional de Pesos y Medidas, responsable del Sistema Internacional de Unidades (en su Resolución 10 de la 22 Conferencia General de Pesos y Medidas de 2003).

## Usos en computación
En los sistemas de codificación de caracteres comunes Unicode y ASCII, el carácter 44 (en sistema hexadecimal 0x2C) corresponde al símbolo de coma. La referencia del carácter numérico de HTML es &#44;.
En muchos lenguajes informáticos, las comas se usan como un delimitador de campo para separar los argumentos de una función, para separar elementos en una lista, y para realizar la designación de datos en múltiples variables a la vez.
En el lenguaje de programación C, el símbolo de coma es un operador que evalúa su primer argumento (que puede tener efectos secundarios) y luego devuelve el valor de su segundo argumento evaluado. Esto es útil para sentencias y macros.
En Smalltalk y APL, el operador de coma se utiliza para concatenar colecciones, incluidas las cadenas. En APL, también se usa de forma monádica para reorganizar los elementos de una matriz en una lista.
En Prolog, la coma se utiliza para denotar Conjunción lógica ("y", en inglés: and).
El formato de valores separados por comas (CSV) es muy comúnmente usado para intercambiar datos de texto entre la base de datos y los formatos de hoja de cálculo.

## Representaciones alternativas

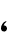
En árabe su equivalente de coma se presenta con el mismo símbolo pero volteado como en un espejo.
En braille español se representa por la posición del punto en el lugar 2.
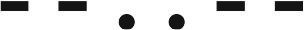
En código morse se representa por dos sonidos largos, dos sonidos cortos y dos sonidos largos.
- Sonido en código morse.